# Élvezd a magányt!
Az Élvezd a magányt! (Live Alone and Like It) a Született feleségek (Desperate Housewives) című amerikai filmsorozat tizenkilencedik epizódja. Az Amerikai Egyesült Államokban először az ABC (American Broadcasting Company) adó sugározta 2005. április 17-én.

## Az epizód cselekménye
Lynette Scavo fejében már mindenféle megfordult Mrs. McClusky-val kapcsolatban, kivéve egy dolgot: egyszer éppen ő lesz az, aki utcabeli ősellenségének gondját viseli majd. Amikor azonban az idős asszony egy nap rosszul lesz a háza előtt, Lynette siet a segítségére, s ettől kezdve Mrs. McClusky őt tekinti az egyetlen barátnőjének – persze a maga különc módján… Kiderül, hogy a játékládában talált csontok Deidre földi maradványai. Mike-nak pedig éppen emiatt kell találkoznia Sullivan nyomozóval, ám a korrupt zsaru jól helybenhagyja. A Morty-val való szakítása óta Susan anyja szinte az őrületbe kergeti a lányát, ugyanis furábbnál furább alakokkal jelenik meg a házban. Ám az utolsó csepp mégis akkor kerül a pohárba, amikor Sophia kettejük számára szervez randit. Gabrielle és Carlos között továbbra is dúl a háború, mely most éppen a tiszteletről és persze a pénzről szól. Bree haditervet eszel ki Andrew – úgynevezett – meleg problémáival kapcsolatban: vacsorára hívja Sikes tiszteletest, hogy az jobb belátásra bírja eltévedt bárányát. Ám a papi érvek kudarcot vallanak, Andrew pedig szörnyű bosszút forral…

## Mellékszereplők
- Doug Savant – Tom Scavo
- Shawn Pyfrom – Andrew Van De Kamp
- Bob Gunton – Noah Taylor
- Kathryn Joosten – Karen McCluskey
- Nick Chinlund – Detective Sullivan
- Dakin Matthews – Reverend Sikes
- James Michael Connor – Tim
- Geoff Pierson – Sam
- Lesley Ann Warren – Sophie Bremmer
- Shane Kinsman – Porter Scavo
- Brent Kinsman – Preston Scavo
- Patrick Dollaghan – Lamont
- David Pevsner – Chez Naomi pincér
- Paul Rae – Fagylaltárus

## Mary Alice epizódzáró monológja
- A narrátor, Mary Alice monológja az epizód végén így hangzik (a magyar változat alapján):

„Igen. Az élet utazás, melyet sokkal jobb egy társsal az oldalunkon megtenni. A társ persze szinte bárki lehet. Egy szomszéd az utca túloldaláról. Vagy a férfi az ágy másik feléről. A társ lehet egy anya, telve csupa jó szándékkal. Vagy egy gyerek, aki mindig rosszban sántikál. Mégis minden jó szándékunk ellenére néhányan útközben elveszítjük a társunkat. És akkor az utazás elviselhetetlenné válik. Tudják, az ember sok mindenre teremtetett, de arra, hogy magányos legyen, biztosan nem.”

## Epizódcímek szerte a világban
- Angol: Live Alone and Like It (Élj egyedül és élvezd!)
- Francia: Une voisine qui vous veut du bien
- Német: Einsame Herzen (Magányos szívek)
- Olasz: Il piacere della solitudine (A magány élvezete)